# Ojoraptorsaurus
Ojoraptorsaurus (лат.) — род овирапторозавровых динозавров из семейства ценагнатид, включающий единственный вид — Ojoraptorsaurus boerei. Обитал в маастрихтском веке позднемеловой эпохи, около 69 млн лет назад, на территории Ларамидии (запад нынешней Северной Америки).
Род и вид назвали и описали в 2011 году Bob Sullivan, Steve Jasinski и Mark van Tomme. Голотип, SMP VP-1458, был найден в Barrel Springs в Нью-Мексико в формации Ojo Alamo, относящейся к раннему маастрихту. Он состоит всего лишь из фрагментов сросшихся лобковых костей.
Ojoraptorsaurus был отнесён к семейству ценагнатид. Он — самый южный представитель этой группы, когда-либо найденный в Северной Америке, и единственный из относящихся к маастрихту.